# Roman Badora
Roman Szymon Badora – polski matematyk, doktor habilitowany nauk matematycznych, profesor Uniwersytetu Śląskiego w Katowicach, specjalista od równań i nierówności funkcyjnych.

## Kariera naukowa
W 1987 roku na Uniwersytecie Śląskim w Katowicach uzyskał tytuł magistra matematyki. W tym samym roku został zatrudniony na tejże uczelni, a w 1994 roku na jej Wydziale Matematyki, Fizyki i Chemii uzyskał stopień doktora nauk matematycznych w zakresie matematyki na podstawie rozprawy pt. O średnich niezmienniczych i ich zastosowaniu w teorii stabilności równań funkcyjnych, której promotorem był prof. Roman Ger. W 2007 roku ten sam wydział nadał mu stopień doktora habilitowanego nauk matematycznych w dyscyplinie matematyki na podstawie pracy pt. Średnie niezmiennicze i twierdzenie o oddzielaniu.
Swoje prace publikował m.in. w „Aequationes Mathematicae”, „Journal of Mathematical Analysis and Applications” i „Results in Mathematics”. Promotor 2 doktorów.